# Eriauchenius namoroka
Eriauchenius namoroka là một loài nhện trong họ Archaeidae. Loài này phân bố ở Madagascar.